# Wistin Abela
Wistin Abela (* 19. Oktober 1933; † 20. Januar 2014) war ein maltesischer Politiker der Partit Laburista (PL), der zwischen 1966 und 1996 Mitglied des Repräsentantenhauses sowie mehrmals Minister war. Er war unter anderem zwischen 1981 und 1983 Vize-Premierminister.

## Leben
Abela absolvierte nach dem Besuch der Staatlichen Grundschule, des Lyzeums und des Erzbischöflichen Seminars (Seminarju tal-Arċisqof) ein Studium an der Royal University of Malta. Im Anschluss war er als MathematikLehrer tätig. Daneben begann er sein politisches Engagement in der Partit Laburista, der er 1959 beitrat. In dieser Zeit war er auch Vorsitzender des Jugendforums der Arbeiterpartei FZL (Forum Żgħażagħ Laburisti) in Żejtun. 1961 wurde er Vorsitzender der PL im vierten Distrikt und engagierte sich ferner im Gewerkschaftsbund GWU (General Workers Union), dessen Generalrat er als Mitglied angehörte. Zugleich war er Gewerkschaftssekretär der GWU für die Werft (HM Dockyard).
Bei den Wahlen am 26. und 28. März 1966 wurde Abela für die Partit Laburista erstmals zum Mitglied des Repräsentantenhauses gewählt und gehörte diesem bis zum 26. Oktober 1996 an.
Sein erstes Regierungsamt übernahm Abela, als er am 21. Juni 1971 von Premierminister Dom Mintoff zum Parlamentarischen Staatssekretär für Finanzen und Zoll beim Premierminister (Segretarju Parlamentari tal-Finanzi u d-Dwana fl-Uffiċċju tal-Prim Ministru) in dessen zweitem Kabinett ernannt wurde. Im Anschluss wurde er im September 1974 in diesem Kabinett Entwicklungsminister (Ministru tal-Iżvilupp). Im dritten Kabinett Mintoff übernahm er am 25. September 1976 die Funktion als Minister für wirtschaftliche Entwicklung, Energie, Häfen und Telekommunikation (Ministru tal-Iżvilupp, l-Enerġija, l-Portijiet u t-Telekommunikazzjoni).
Im vierten Kabinett Mintoff fungierte Abela, der in dieser Zeit auch Vize-Vorsitzender der Partit Laburista war, vom 20. Dezember 1981 bis zum 3. September 1981 als stellvertretender Premierminister und Minister für wirtschaftliche Entwicklung (Deputat Prim Ministru u Ministru tal-Izvilupp Ekonomiku). Am 3. September 1983 verlor er etwas an Einfluss, nachdem der designierte Nachfolger Mintoffs und Vize-Vorsitzende der PL, Carmelo „Karmenu“ Mifsud Bonniċi, als Minister für Bildung und Kommunikation ins fünfte Kabinett Mintoff eintrat. Abela war aber als Minister für Finanzen und Zölle (Ministru tal-Finanzi u d-Dwana) weiterhin maßgeblich für die wirtschaftliche Entwicklung Maltas verantwortlich. Das Amt des Ministers für Finanzen, wirtschaftliche Entwicklung, Zölle und Häfen übte er vom 22. Dezember 1984 bis zum 12. Mai 1987 auch im Kabinett Mifsud Bonniċi aus.
Nach der Niederlage der PL bei den Wahlen am 9. Mai 1987 fungierte er bis 1992 als Sprecher der Opposition im Repräsentantenhaus für die Streitkräfte und Ölförderung. Am 26. Oktober 1996 schied er nach dreißig Jahren aus dem Repräsentantenhaus aus und zog sich weitgehend aus dem politischen Leben zurück.
Für seine langjährigen Verdienste wurde er am 13. Dezember 1997 zum Companion des National Order of Merit ernannt. Aus seiner 1959 geschlossenen Ehe mit Catherine Abela gingen die Kinder Marjohn, Carmelina und Licia hervor. Nach seinem Tode wurde er auf dem Friedhof von Żejtun (Cimiterju taz-Żejtun) beigesetzt.